# Белорусская федерация авиационного спорта
Белорусская федерация авиационного спорта (бел. Беларуская федэрацыя авіяцыйнага спорту; англ. Вelarusian Federation of Air Sports, сокращенно — БФАС) — белорусская общественная спортивная организация, которая занимается развитием и популяризацией авиации и всех видов авиационного спорта в Республике Беларусь.

## Об организации
Является полноправным членом Международной авиационной федерации. Создана 27 апреля 1999 года на учредительной конференции авиационно-спортивной общественности со всей страны, зарегистрирована Министерством юстиции Республики Беларусь 16 июля 1999 года. В 2015 году федерация была зарегистрирована Национальным олимпийским комитетом Республики Беларусь в качестве единственного спортивного общественного объединения на территории страны, которое занимается развитием авиационных видов спорта и уполномочена представлять эти виды спорта в соответствующем международном спортивном объединении.
Высшим органом БФАС является Конференция, которая проводится по необходимости, но не реже одного раза в два года. Совет БФАС, избираемый в количестве не более 15 человек, является руководящим органом в период между конференциями.
Председатель федерации — Александр Львович Центер, белорусский бизнесмен, председатель Наблюдательного совета Группы компаний А-100.

## Деятельность
В соответствии с Уставом, Спортивным кодексом и Внутренними положениями Международной авиационной федерации на БФАС возложены обязанности осуществления контроля за авиационно-спортивной деятельностью на территории страны во взаимодействии с соответствующими органами государственной власти в сфере авиации, в том числе полномочия для выдачи международных спортивных лицензий, организации международных соревнований в Республике Беларусь, содействия подтверждению рекордов в авиационном спорте.
Федерация занимается развитием семи видов авиационного спорта: парапланерный спорт, авиамодельный спорт, вертолётный спорт, самолетный спорт, парашютный спорт, планерный спорт, воздухоплавание.
Белорусская федерация авиационного спорта проводит фестивали авиационного спорта, такие как «70 лет мирного неба», ежегодный фестиваль «Пронебо».
Под эгидой федерации в Белоруссии проводятся различные мероприятия по воздухоплаванию. В частности, в сентябре 2017 года в рамках празднования 950-летия Минска был проведён Международный кубок по воздухоплаванию Minsk 950th Anniversary Balloon Cup
.
В июле 2018 года федерация провела Чемпионат мира по вертолётному спорту 2018 года, а в августе — сентябре 2018 года БФАС стала организатором Первого белорусского кругосветного перелёта.